# Ibis crestat de Madagascar
L'ibis crestat de Madagascar (Lophotibis cristata) és una espècie d'ocell de la família dels tresquiornítids (Threskiornithidae), única espècie del gènere Lophotibis, que habita als boscos de les terres baixes de Madagascar.